# Augusto di Sassonia-Coburgo-Koháry
Augusto di Sassonia-Coburgo-Koháry (nome completo in tedesco:  August Ludwig Viktor Prinz von Sachsen-Coburg-Saalfeld) (Vienna, 13 giugno 1818 – Ebenthal, 26 luglio 1881) principe di Sassonia-Coburgo-Saalfeld, principe di Sassonia-Coburgo-Gotha e duca di Sassonia.

## Biografia
Augusto era il figlio secondogenito del principe Ferdinando di Sassonia-Coburgo-Koháry e di Maria Antonia di Koháry. Egli era pertanto fratello di Ferdinando II, coregnante del Portogallo.
I suoi nonni paterni erano il duca Francesco Federico di Sassonia-Coburgo-Saalfeld e la duchessa Augusta di Reuss-Ebersdorf; quelli materni Federico Giuseppe Koháry di Csabrag, principe Koháry di Csabrag e Maria Antonietta di Waldstein-Wartenberg. Quando il padre di Maria Antonia morì nel 1826, ella ereditò le sue proprietà in Slovacchia ed Ungheria che lo stesso Augusto ereditò poi divenendo uno dei principali proprietari terrieri della regione. Tra le proprietà paterne vi era invece il Bürglaß di Coburgo.
Egli fu membro onorario della Società Geologica Ungherese. L'Imperatore Francesco Giuseppe I d'Austria gli conferì il titolo di Altezza dal momento che egli si trovava ad essere il suocero della sorella di Stefania del Belgio, moglie del principe ereditario Rodolfo d'Asburgo-Lorena.
Il principe Augusto fece costruire la chiesa cattolica di Coburgo, appunto dedicata al suo santo patrono Sant'Agostino. La consacrazione ebbe luogo nel 1860 e contestualmente alla progettazione dell'edificio egli fece realizzare anche una cripta ove venne sepolto assieme alla moglie, ai tre figli, alla nuora Leopoldina ed ai di lei quattro figli.

## Matrimonio e figli
Il 21 aprile 1843 sposò Clementina d'Orléans, figlia del re Luigi Filippo di Francia e della regina Maria Amalia di Borbone-Due Sicilie, nata principessa di Borbone-Napoli.
Dal matrimonio nacquero cinque figli:
- Filippo (1844-1921), sposò la principessa Luisa Maria del Belgio;
- Luigi Augusto (1845-1907), sposò la principessa Leopoldina del Brasile;
- Clotilde Maria (1846-1927), sposò Giuseppe Carlo Luigi d'Asburgo-Lorena;
- Amalia (1848-1894), sposò Massimiliano Emanuele di Baviera, duca in Baviera;
- Ferdinando (1861-1948), futuro zar di Bulgaria, sposò la principessa Maria Luisa di Borbone-Parma.

## Il memoriale
Nel 1885 lo scultore ungherese Viktor Oskar Tilgner ottenne la commissione dalla vedova realizzare un memoriale per il principe Augusto. La scultura si trova ancora oggi a Ebenthal ed è di proprietà della famiglia ducale dei Sassonia-Coburgo-Gotha. La base della scultura contiene l'iscrizione latina e francese: (in francese: Auguste Louis Victor Duc de Saxe Prince de Saxe Cobourg Gotha. À mon mari bien aimé. 1843 - 1881. Clémentine. ("Augusto Luigi Vittorio, Duca di Sassonia, Principe di Sassonia-Coburgo-Gotha. Al mio beneamato marito." - 1843 non è l'anno in cui Augusto nacque (quello era il 1818), bensì l'anno in cui sposò Clementina).

## Ascendenza
|                                                 |                                    |                                           | Genitori                                    |  |  | Nonni |  |  | Bisnonni                                      |  |  | Trisnonni                                     |  |
|                                                 |                                    |                                           |                                             |  |  |       |  |  | Ernesto Federico di Sassonia-Coburgo-Saalfeld |  |  | Francesco Giosea di Sassonia-Coburgo-Saalfeld |  |
|                                                 |                                    |                                           |                                             |  |  |       |  |  | Ernesto Federico di Sassonia-Coburgo-Saalfeld |  |  | Francesco Giosea di Sassonia-Coburgo-Saalfeld |  |
|                                                 |                                    | Anna Sofia di Schwarzburg-Rudolstadt      |                                             |  |  |       |  |  | Ernesto Federico di Sassonia-Coburgo-Saalfeld |  |  |                                               |  |
| Francesco Federico di Sassonia-Coburgo-Saalfeld |                                    |                                           |                                             |  |  |       |  |  | Ernesto Federico di Sassonia-Coburgo-Saalfeld |  |  |                                               |  |
|                                                 |                                    | Sofia Antonia di Brunswick-Wolfenbüttel   | Ferdinando Alberto II di Brunswick-Lüneburg |  |  |       |  |  |                                               |  |  |                                               |  |
|                                                 |                                    | Sofia Antonia di Brunswick-Wolfenbüttel   | Ferdinando Alberto II di Brunswick-Lüneburg |  |  |       |  |  |                                               |  |  |                                               |  |
|                                                 |                                    | Sofia Antonia di Brunswick-Wolfenbüttel   | Antonietta Amalia di Brunswick-Wolfenbüttel |  |  |       |  |  |                                               |  |  |                                               |  |
| Ferdinando di Sassonia-Coburgo-Kohary           |                                    | Sofia Antonia di Brunswick-Wolfenbüttel   |                                             |  |  |       |  |  |                                               |  |  |                                               |  |
|                                                 |                                    | Enrico XXIV di Reuss-Ebersdorf            | Enrico XXIII di Reuss-Ebersdorf             |  |  |       |  |  |                                               |  |  |                                               |  |
|                                                 |                                    | Enrico XXIV di Reuss-Ebersdorf            | Enrico XXIII di Reuss-Ebersdorf             |  |  |       |  |  |                                               |  |  |                                               |  |
|                                                 |                                    | Enrico XXIV di Reuss-Ebersdorf            | Sofia Teodora di Castell-Remlingen          |  |  |       |  |  |                                               |  |  |                                               |  |
| Augusta di Reuss-Ebersdorf                      |                                    | Enrico XXIV di Reuss-Ebersdorf            |                                             |  |  |       |  |  |                                               |  |  |                                               |  |
|                                                 |                                    | Carolina Ernestina di Erbach-Schönberg    | Giorgio Augusto di Erbach-Schönberg         |  |  |       |  |  |                                               |  |  |                                               |  |
|                                                 |                                    | Carolina Ernestina di Erbach-Schönberg    | Giorgio Augusto di Erbach-Schönberg         |  |  |       |  |  |                                               |  |  |                                               |  |
|                                                 |                                    | Carolina Ernestina di Erbach-Schönberg    | Ferdinanda Enrichetta di Stolberg-Gedern    |  |  |       |  |  |                                               |  |  |                                               |  |
| Augusto di Sassonia-Coburgo-Koháry              |                                    | Carolina Ernestina di Erbach-Schönberg    |                                             |  |  |       |  |  |                                               |  |  |                                               |  |
|                                                 | Ignac II József Csabragi di Koháry | …                                         |                                             |  |  |       |  |  |                                               |  |  |                                               |  |
|                                                 | Ignac II József Csabragi di Koháry | …                                         |                                             |  |  |       |  |  |                                               |  |  |                                               |  |
|                                                 | Ignac II József Csabragi di Koháry | …                                         |                                             |  |  |       |  |  |                                               |  |  |                                               |  |
| Ferenc József di Koháry                         | Ignac II József Csabragi di Koháry |                                           |                                             |  |  |       |  |  |                                               |  |  |                                               |  |
|                                                 |                                    | Maria Gabriella Cavriani di Imena         | …                                           |  |  |       |  |  |                                               |  |  |                                               |  |
|                                                 |                                    | Maria Gabriella Cavriani di Imena         | …                                           |  |  |       |  |  |                                               |  |  |                                               |  |
|                                                 |                                    | Maria Gabriella Cavriani di Imena         | …                                           |  |  |       |  |  |                                               |  |  |                                               |  |
| Maria Antonia di Koháry                         |                                    | Maria Gabriella Cavriani di Imena         |                                             |  |  |       |  |  |                                               |  |  |                                               |  |
|                                                 |                                    | Giorgio Cristiano di Waldstein-Wartenberg | …                                           |  |  |       |  |  |                                               |  |  |                                               |  |
|                                                 |                                    | Giorgio Cristiano di Waldstein-Wartenberg | …                                           |  |  |       |  |  |                                               |  |  |                                               |  |
|                                                 |                                    | Giorgio Cristiano di Waldstein-Wartenberg | …                                           |  |  |       |  |  |                                               |  |  |                                               |  |
| Maria Antonia di Waldstein-Wartenberg           |                                    | Giorgio Cristiano di Waldstein-Wartenberg |                                             |  |  |       |  |  |                                               |  |  |                                               |  |
|                                                 |                                    | Maria Isabella di Ulfeldt                 | …                                           |  |  |       |  |  |                                               |  |  |                                               |  |
|                                                 |                                    | Maria Isabella di Ulfeldt                 | …                                           |  |  |       |  |  |                                               |  |  |                                               |  |
|                                                 |                                    | Maria Isabella di Ulfeldt                 | …                                           |  |  |       |  |  |                                               |  |  |                                               |  |
|                                                 |                                    | Maria Isabella di Ulfeldt                 |                                             |  |  |       |  |  |                                               |  |  |                                               |  |